# Brachina invasa
Brachina invasa is een vlokreeftensoort uit de familie van de Melitidae. De wetenschappelijke naam van de soort is voor het eerst geldig gepubliceerd in 1995 door Barnard & Williams.